# Південний газопровід (Єгипет)
Південний газопровід – елемент нафтогазової інфраструктури єгипетської Західної пустелі, яким сполучили басейни Шушан і Абу-Ель-Гарадік.
У другій половині 1980-х – першій половині 1990-х років південніше від міста Мерса-Матрух виявили цілий ряд газоконденсатних родовищ. Певний час їх розробка стримувалась відсутністю у регіоні газотранспортної інфраструктури, яка б забезпечувала евакуацію великих обсягів блакитного палива до основних центрів його споживання (місцеві потреби цілком покривались самим лише попутним газом із групи родовищ Хальда, від якої проклали невеликий газопровід до Мерса-Матруха). Нарешті, відкриття великого родовища Обайєд уможливило реалізацію масштабного інфраструктурного проекту, в межах якого спорудили два газопроводи – основний Північний до Александрії та допоміжний Південний. 
Південний газопровід починається на газопереробному комплексі Салам, який став до ладу в 1999 році на однойменному родовищі із групи Хальда, та прямує на південний схід до родовища Абу-Ель-Гарадік у однойменному басейні, звідки ще в 1970-х роках проклали газопровід до столичного регіону (Абу-Ель-Гарадік – Дашур). Довжина Південного газопроводу становить 212 км, він виконаний в діаметрі 450 мм та має пропускну здатність на рівні 5,3 млн м3 на добу.
Не пізніше 2004-го використання газопроводу за первісним призначенням припинилось і південна частина траси почала використовуватись для перекачування нафти, видобутої на родовищах блоку Дабаа-Південь, до комплексу Абу-Ель-Гарадік, звідки її можна було відправляти до узбережжя по нафтопроводу Абу-Ель-Гарадік – Ель-Хамра.
З 2001-го єдиним інвестором блоку Хальда була американська компанія Apache. Вона ж наприкінці 2000-х викупила у BP права на родовище Абу-Ель-Гарадік та пов’язану з останнім інфраструктуру, а також узялась за масштабну програму розвитку родовищ басейну Фагур, попутний газ яких містив значну кількість гомологів метану. Як наслідок, на початку 2011-го оголосили про заплановану на найближчий час модернізацію транспортної схеми в околицях комплексу Салам, яка б дозволила пустити газ з Фагур напряму до Південного газопроводу (і далі до трубопроводу Абу-Ель-Гарадік – Дашур). При цьому також планувалось спорудити на Південному газопроводі лупінг.